# Right Livelihood Award
Right Livelihood Award (tudi alternativna Nobelova nagrada) je nagrada za praktično delo in zgledne rešitve na področju največjih problemov današnjega sveta.
Ustanovil jo je Jakob von Uexkull 1980 leta. Podeljujejo jo v švedskem parlamentu enkrat letno, običajno 9. decembra. Mednarodna komisija podeljuje nagrade na različnih področjih: zaščita okolja, človekove pravice, trajnostni razvoj, zdravje, izobrazba, mir, itn. 
Denarna nagrada znaša 200.000 € (2010) in se razdeli med štiri nagrajence.
Nagrada je širše poznana tudi kot Alternativna Nobelova nagrada, čeprav ni nikakor povezana z Nobelovo nagrado. Ustanovitelj je bil mišljenja, da se največji dosežki za človeštvo v 21. stoletju nahajajo na različnih področjih znanosti in ne samo v tradicionalnih, ki jih pozna Nobelova nagrada. Right Livelihood Award lahko razumemo kot kritično dopolnitev Nobelove nagrade. Zato so se tudi odločili, da jo podeljujejo dan pred podelitvijo Nobelove nagrade. Na svoji internetni strani ima Right Livelihood Award fundacija različne primerjave z Nobelovo nagrado, ki prikazujejo, kako veliko bolj pošteno je porazdeljena po vseh celinah in med spoloma.
Do sedaj je fundacija podelila 115 nagrad posameznikom in organizacijam. Namen organizacije ni samo podelitev nagrad, temveč da predstavijo delo prejemnikov svetu, ter tako omogočijo razširitev obstoječih rešitev na svetovno raven.

## Nagrajenci
2010 - Nnimmo Bassey, Nigerija
- Erwin Kräutler, Brazilija
- Shrikrishna Upadhyay, Nepal
- Physicians for Human Rights-Israel, Izrael
2009 - Catherine Hamlin, Avstralija
- René Ngongo, Demokratična republika Kongo
- David Suzuki, Kanada
- Alyn Ware, Nova Zelandija
2008 - Krishnammal Jagannathan in Sankaralingam Jagannathan LAFTI, Indija
- Amy Goodman, ZDA
- Asha Haji Elmi, Somalija
- Monika Hauser, Nemčija
2007 - Christopher Weeramantry, Šri Lanka
- Dekha Ibrahim Abdi, Kenija
- Percy Schmeiser in Louise Schmeiser, Kanada
- Grameen Shakti, Bangladeš
2006 - Daniel Ellsberg, ZDA
- Ruth Manorama, Indija
- Chico Whitaker, Brazilija
- International Poetry Festival of Medellín, Kolumbija
2005 - Maude Barlow in Tony Clarke, Kanada
- Irene Fernandez, Malezija
- Roy Sesana in First People of the Kalahari, Bocvana
- Francisco Toledo, Mehika
2004 - Swami Agnivesh / Asghar Ali Engineer, Indija 
- Memorial (združenje), Rusija
- Bianca Jagger, Nikaragva
- Raúl Montenegro, Argentina
2003 - David Lange, Nova Zelandija
- Walden Bello / Nicanor Perlas, Filipini
- Citizens' Coalition for Economic Justice, Južna Koreja
- SEKEM, Egypt
2002 - Martin Green, Avstralija
- Kamenge Youth Centre (Centre Jeunes Kamenge), Burundi
- Kvinna Till Kvinna, Švedska
- Martín Almada, Paragvaj
2001 - José Antonio Abreu, Venezuela
- Gush Shalom / Uri in Rachel Avnery, Izrael
- Leonardo Boff, Brazilija
- Trident Ploughshares, Združeno kraljestvo
2000 - Tewolde Berhan Gebre Egziabher, Etiopija
- Munir, Indonezija
- Birsel Lemke, Turčija
- Wes Jackson, ZDA
1999 - Hermann Scheer, Nemčija
- Juan Garcés, Španija
- COAMA (Consolidation of the Amazon Region), Kolumbija
- Grupo de Agricultura Organica, Kuba
1998 - International Baby Food Action Network
- Samuel Epstein, ZDA
- Juan Pablo Orrego, Čile
- Katarina Kruhonja / Vesna Terselic, Hrvaška
1997 - Joseph Ki-Zerbo, Burkina Faso
- Jinzaburo Takagi, (Japonska) / Mycle Schneider (Francija)
- Michael Succow, Nemčija
- Cindy Duehring, ZDA
1996 - Herman Daly , ZDA
- Committee of Soldiers' Mothers of Russia, Rusija
- People's Science Movement of Kerala (Kerala Sastra Sahithya Parishat), Indija
- George Vithoulkas, Grčija
1995 - András Biró / Hungarian Foundation for Self-Reliance, Madžarska
- Serb Civic Council, Bosna in Hercegovina
- Carmel Budiarjo / TAPOL, Indonezija /Združeno kraljestvo
- Sulak Sivaraksa, Tajska
1994 - Astrid Lindgren, Švedska
- SERVOL (Service Volunteered for All), Trinidad in Tobago
- Dr. H. Sudarshan / VGKK (Vivekananda Girijana Kalyana Kendra), Indija
- Ken Saro-Wiwa / Movement for the Survival of the Ogoni People, Ogoniland, Nigerija
1993 - Arna Mer-Khamis / Care and Learning, Izrael 
- Organisation of Rural Associations for Progress / Sithembiso Nyoni, Zimbabve
- Vandana Shiva, Indija
- Mary in Carrie Dann iz ljudstva zahodnih Šošonov, Severna Amerika
1992 - Finnish Village Action Movement (Kylätoiminta), Finska
- Gonoshasthaya Kendra / Zafrullah Chowdhury, Bangladeš
- Helen Mack, Gvatemala
- John Gofman, ZDA / Alla Yaroshinskaya, Ukrajina
1991 - Edward Goldsmith, Združeno kraljestvo
- Narmada Bachao Andolan, Indija
- Bengt & Marie-Thérèse Danielsson, Polinezija / Senator Jeton Anjain / ljudstvo Rongelap, Marshallovi otoki
- Landless Workers' Movement (Movimento dos Trabalhadores Rurais sem Terra) / CPT (Commissao Pastoral da Terra), Brazilija
1990 - Alice Tepper Marlin / Council on Economic Priorities, ZDA
- Bernard Lédéa Ouedraogo, Burkina Faso
- Felicia Langer, Izrael
- ATCC (Asociación de Trabajadores Campesinos del Carare), Kolumbija
1989 - Seikatsu Club Consumers' Cooperative, Japonska
- Melaku Worede, Etiopija
- Aklilu Lemma / Legesse Wolde-Yohannes, Etiopija
- Survival International, Združeno kraljestvo
1988 - International Rehabilitation and Research Centre for Torture Victims / Dr. Inge Kemp Genefke, Danska
- Jose Lutzenberger, Brazilija
- John F. Charlewood Turner, Združeno kraljestvo
- Sahabat Alam Malaysia / Mohammed Idris, Harrison Ngau, the Penan people, Malezija
1987 - Johan Galtung, Norveška
- Chipko movement, Indija
- Hans-Peter Dürr / Global Challenges Network, Nemčija
- Institute for Food and Development Policy / Frances Moore Lappé, ZDA
- Mordechai Vanunu, Izrael
1986 - Robert Jungk, Avstrija
- Rosalie Bertell, Kanada / Alice Stewart, Združeno kraljestvo
- International Society for Ecology and Culture / Helena Norberg-Hodge, Indija
- Evaristo Nugkuag / AIDESEP, Peru
1985 - Theo Van Boven ,Norveška
- Cary Fowler, ZDA / Pat Mooney, Kanada / Rural Advancement Fund International
- Lokayan / Rajni Kothari, Indija
- Duna Kör, Madžarska
1984 - Imane Khalifeh, Libanon
- Self-Employed Women's Association / Ela Bhatt, Indija
- Winefreda Geonzon / Free Legal Assistance Volunteers' Association (FREE LAVA), Filipini
- Wangari Maathai / Green Belt Movement, Kenija
1983 - Leopold Kohr, Avstrija
- Amory Lovins in Hunter Lovins / Rocky Mountain Institute, ZDA
- Manfred Max-Neef / CEPAUR, Čile
- Ljudstvo Belau, Palau
1982 - Eric Dammann / Future in Our Hands, Norveška
- Anwar Fazal, Malezija
- Petra Kelly, Nemčija
- Participatory Institute for Development Alternatives, Šrilanka
- George Trevelyan, Združeno kraljestvo
1981 - Mike Cooley, Združeno kraljestvo
- Bill Mollison, Avstralija
- Patrick van Rensburg / Education with Production, Bocvana, Južna Afrika
1980 - Hassan Fathy, Egipt
- Plenty International, ZDA, Gvatemala, Lesoto